# Limmatdruck Zeiler
Die Limmatdruck Zeiler AG war ein Schweizer Druckereiunternehmen mit Sitz in Spreitenbach. Sie entstand im Jahr 2000 aus der Fusion der zum Migros-Genossenschafts-Bund (MGB) gehörenden Limmatdruck AG (1977 aus der 1945 gegründeten Genossenschaft zur Limmat hervorgegangen) mit der seit 1930 bestehenden Zeiler AG in Köniz. 2011 verkaufte der MGB das Unternehmen, seither war es eine Tochtergesellschaft der rlc packaging group. Derzeit befindet sich das Unternehmen in Liquidation.

## Geschäftstätigkeit
Das Unternehmen stellte hauptsächlich Lebensmittelverpackungen her und war besonders für Faltschachteln bekannt. Dabei unterstützte es sämtliche Prozesse der Wertschöpfungskette vom Design über das Online-Management bis zur Produktion mithilfe eigens entwickelter Abpackanlagen. Bis 1991 druckte die Limmatdruck AG auch die Presse-Erzeugnisse der Migros, darunter die Wochenzeitung Migros-Magazin mit einer Auflage von jeweils mehr als zwei Millionen Exemplaren oder die Tageszeitung Die Tat.

## Geschichte

### Limmatdruck
Migros-Gründer Gottlieb Duttweiler gab ab 1935 Die Tat zunächst als wöchentlich erscheinendes Publikationsorgan der von ihm gegründeten Partei Landesring der Unabhängigen heraus, ab 1939 dann als Tageszeitung. Gedruckt wurde sie in der früheren Universitätsdruckerei in Zürich, der City-Druckerei bei der Kirche St. Peter. Bald war jedoch absehbar, dass ihre Kapazität für Wir Brückenbauer und Construire, die geplanten deutsch- und französischsprachigen Gratis-Wochenzeitungen der Migros-Genossenschafter, nicht mehr ausreichen würde. 1941 richtete der Migros-Genossenschafts-Bund (MGB) deshalb an seinem Hauptsitz an der Limmatstrasse 152 eine eigene Druckerei für alle seine Publikationen ein. Sie erhielt 1945 den Namen Genossenschaft zur Limmat und zog 1951/52 in ein grösseres Gebäude am Limmatplatz 4–6 um.
Mit der stetig zunehmenden Zahl der Migros-Genossenschafter in den 1950er und 1960er Jahren stieg auch die Auflage von Wir Brückenbauer und Construire sprunghaft an, weshalb ein beträchtlicher Teil des Druckauftrags an andere Unternehmen vergeben werden musste. 1976 erfolgte die Umstellung des Maschinensatzes auf Fotosatz. Der MGB plante damals auch die Umwandlung der Tat in eine Boulevardzeitung, weshalb sich eine andere Lösung aufdrängte. Um die wesentlich höhere Auflage und den Vierfarbdruck zu ermöglichen, entstand in kurzer Zeit eine neue Druckerei in Spreitenbach, die Limmatdruck AG. Diese nahm im April 1977 den Betrieb auf. Trotz der abrupten Einstellung der Tat im September 1978 blieb die Druckerei ausgelastet.
Nach ihrer Gründung im Jahr 1925 war die Migros mit Lieferboykotten seitens der Lebensmittelhersteller konfrontiert, weshalb sie bereits 1928 selbst Lebensmittel zu produzieren begann. Auch bei den Verpackungen hatte sie anfänglich mit Boykotten zu kämpfen, da die Hersteller von Verpackungsmaterial zeitweise keine Kartonschachteln mehr lieferten. Aus diesem Grund gründete Duttweiler 1931 die Genossenschaft Sabina in Zürich, die auch Arbeitsplätze für Teilinvalide anbot. 1968 trat die Sabina einen Teil ihrer Produktion an die ebenfalls zur Migros gehörende Zentralpackerei Birsfelden ab, 1980 ging sie in der Limmatdruck AG auf. 1991 beschloss die MGB-Verwaltung, die Presse-Erzeugnisse der Migros künftig in fremden Betrieben drucken zu lassen, da der Ersatz der veralteten Rotationsdruckmaschinen zu teuer war. Dies hatte die Entlassung von 60 Angestellten zur Folge, in Spreitenbach verblieb somit nur noch der Druck von Magazinen und Verpackungsmaterial.

### Zeiler
Die Zeiler AG wurde 1930 in Köniz gegründet. Der Familienbetrieb war auf Verpackungsdruck spezialisiert und stellte unter anderem jahrzehntelang die Verpackungen für Ricola und Halter Bonbons her, ebenso Schachteln für Nespresso-Kapseln. Überregionale Bekanntheit erlangte das Unternehmen auch als langjähriger Sponsor des Volleyballvereins Volley Köniz. Im Jahr 2000 zählte die Zeiler AG 180 Mitarbeitende und erzielte einen Jahresumsatz von mehr als 40 Millionen Franken. Am 8. September desselben Jahres übernahm die Limmatdruck AG die Zeiler AG, die weiterhin unter eigenem Namen operierte.
Zusammen erwirtschafteten beide Unternehmen im Jahr 2010 mit 400 Mitarbeitern einen Jahresumsatz von 112 Millionen Franken. Am 8. Juli 2011 teilte der MGB mit, dass Limmatdruck und Zeiler rückwirkend auf den 1. Juli an die rlc packaging group verkauft wurden. Als Begründung gab der MGB an, dass der Verpackungsdruck nicht mehr zu den Kernaufgaben der Migros gehöre. Über den Verkaufspreis vereinbarten MGB und rlc Stillschweigen. In der Folge waren sowohl Limmatdruck als auch Zeiler von Arbeitsplatzabbau betroffen, verursacht durch die Überbewertung des Frankens und Überkapazitäten in der Branche. Im Dezember 2018 beschloss das Management der rlc packaging group, die Produktion in Köniz ganz aufzugeben und den grössten Teil der Belegschaft zu entlassen.